# 臨時教育行政調査会
臨時教育行政調査会（りんじきょういくぎょうせいちょうさかい）は、1921年に公布された臨時教育行政調査会官制（大正10年7月23日勅令第338号）に基づき内閣に設置され、内閣総理大臣の監督のもとその諮詢に応じて普通教育に関する施設・教育費、その他の教育行政に関する事項を調査審議することを所掌事務とした諮問機関。1922年9月に廃止。 
小学校の学級整理その他の経費節約に関して七つの答申と、「市町村立小学校費ニ対スル国庫支出金増額ニ関スル建議」を行った。

## 構成委員等
※1921年7月23日任命
- 会長　原敬（1921.11.4死去）→ 高橋是清（1921.11.21[6]）→ 加藤友三郎（1922.6.14[7]）
- 副会長 横田千之助（1922.4.1辞任[8]）
- 委員

- 近衛文麿
- 阪谷芳郎
- 江木千之
- 和田彦次郎
- 赤司鷹一郎

- 南弘
- 塚本清治
- 馬場鍈一
- 西野元
- 蜂須賀正韶

- 三宅米吉
- 黒田清輝
- 松田源治
- 三土忠造
- 吉植庄一郎

- 小松謙次郎
- 花井卓蔵
- 澤柳政太郎
- 鎌田栄吉
- 鹿子木小五郎

- 笠井信一
- 森正隆
- 浜田国松
- 木下謙次郎
- 江原素六

- 小山健三
- 根津嘉一郎
- 鵜澤總明
- 島田俊雄
- 若尾璋八

- 津原武
- 平沼淑郎
- 藤山雷太
- 金杉英五郎

- 臨時委員（1921.9.10任命[9]）
  - 滝沢菊太郎・杉浦恂太郎
- 幹事長 馬場鍈一
- 幹事
  - 河田烈・山本犀蔵・田中広太郎・長谷川赳夫・伊東延吉

### 委員の追加・辞任
- 湯原元一 1921.9.10任命[9]
- 鎌田栄吉 1922.6.21辞任[10]